# Aspilota maacki
Aspilota maacki är en stekelart som beskrevs av Sergey A. Belokobylskij 2007. Aspilota maacki ingår i släktet Aspilota och familjen bracksteklar. Inga underarter finns listade.